# Ormond Beach
Ormond Beach is een plaats (city) in de Amerikaanse staat Florida, en valt bestuurlijk gezien onder Volusia County.

## Demografie
Bij de volkstelling in 2000 werd het aantal inwoners vastgesteld op 36.301.
In 2006 is het aantal inwoners door het United States Census Bureau geschat op 38.504, een stijging van 2203 (6.1%).

## Geografie
Volgens het United States Census Bureau beslaat de plaats een oppervlakte van
75,3 km², waarvan 66,7 km² land en 8,6 km² water. Ormond Beach ligt op ongeveer 2 m boven zeeniveau.

## Plaatsen in de nabije omgeving
De onderstaande figuur toont nabijgelegen plaatsen in een straal van 24 km rond Ormond Beach.